# Ramón Grosso
Ramón Moreno Grosso (ur. 8 grudnia 1943 w Madrycie, zm. 13 lutego 2002 tamże) – hiszpański piłkarz grający na pozycji napastnika.
Zadebiutował w Pimera División 12 stycznia 1964 jako zawodnik Atlético Madryt i już w tym spotkaniu strzelił gola dającego jego drużynie zwycięstwo. Po sezonie przeniósł się do Realu Madryt, gdzie spędził dwanaście sezonów, aż do końca kariery.
Z Realem Madryt wygrał między innymi Puchar Mistrzów w 1966. 14 razy wystąpił w reprezentacji Hiszpanii.